# 치스탸코베
토레즈(우크라이나어: Торез) 또는 치스탸코베(우크라이나어: Чистякове)는 우크라이나 도네츠크주의 도시이다. 도시 경제의 대부분은 광업에 의존하고 있으나 최근 고용된 광부의 수가 줄어들고 있다. 2012년 기준으로 이 도시의 인구는 81,761명으로, 이는 1970년 절정에 달했던 대략 120,000명보다 하락한 것이다.
친러파 분리주의자들은 2014년 6월 토레즈를 지배하였다. 2014년 7월 17일, 말레이시아 항공 17편이 이 도시 주변에 충돌하였다.
토레즈는 1964년 그 해 사망한 프랑스 공산당의 지도자 모리스 토레즈에게 경의를 표하기 위해 치스탸코베에서 이름을 바꾼 것이다. 우크라이나 정부당국은 이 도시에 대한 통제권이 없으나 최고 라다(우크라이나 의회)는 2016년 5월 우크라이나 비공산화법으로 인해 치스탸코베로 다시 이름을 변경하였다.

## 갤러리

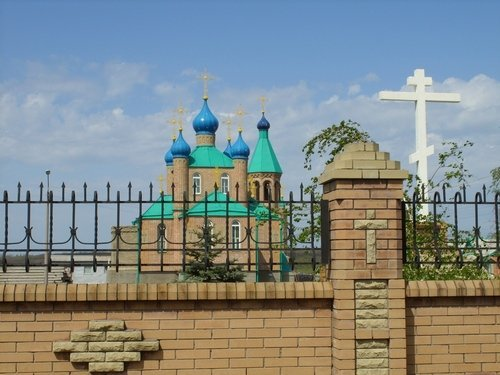
Orthodox Church
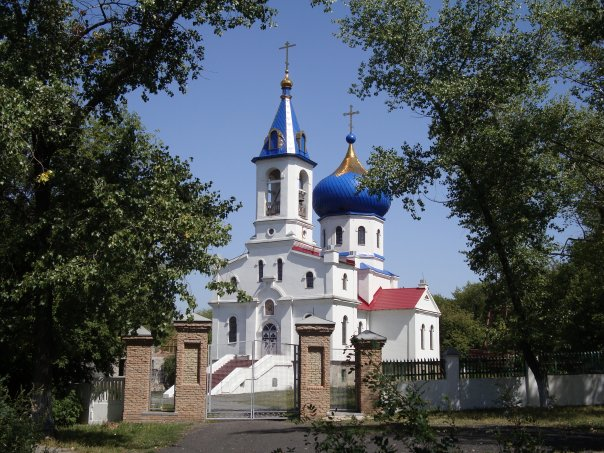
St. Elias Church
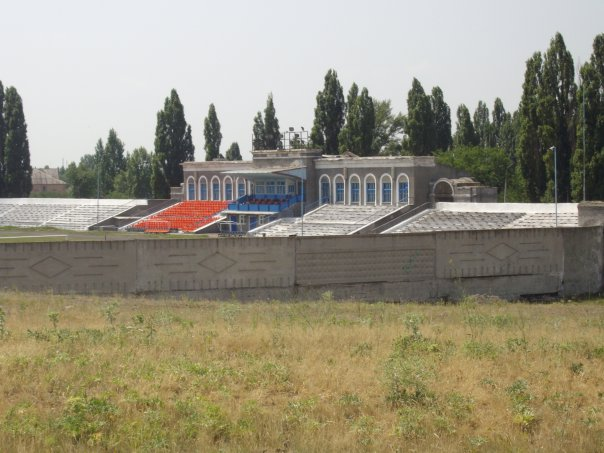
Komsomolets Stadium
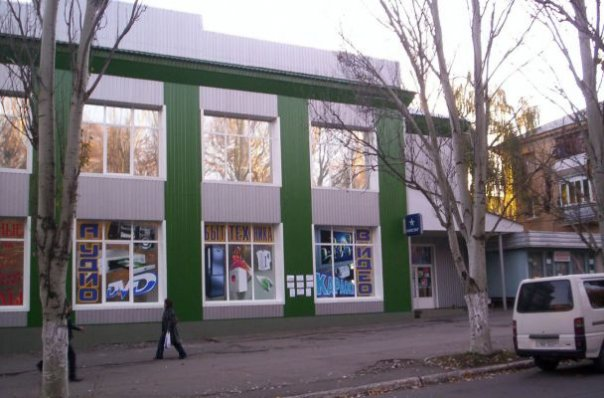
Central Department Store, Ilyich Street
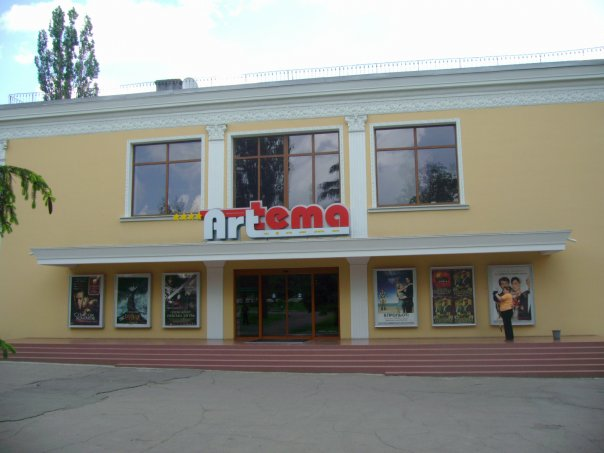
Artem Cinema
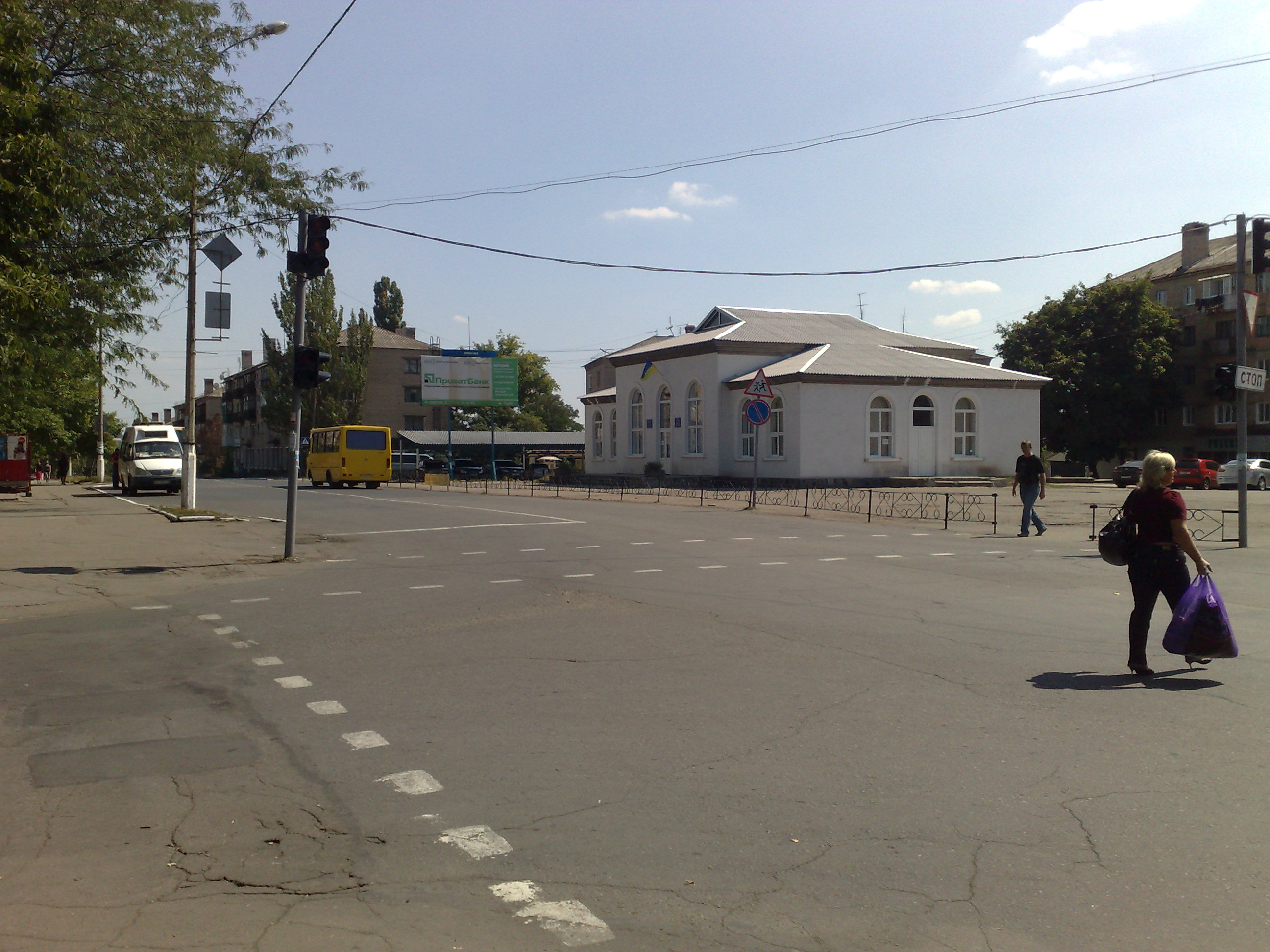
Intersection of Nikolayev and Gagarin Streets
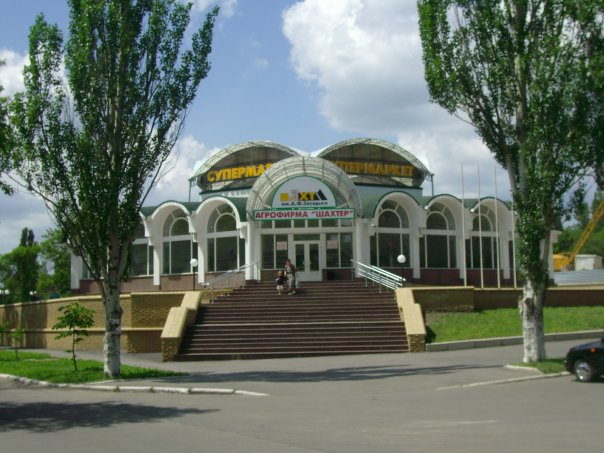
Shakhtar Supermarket on Engels Street
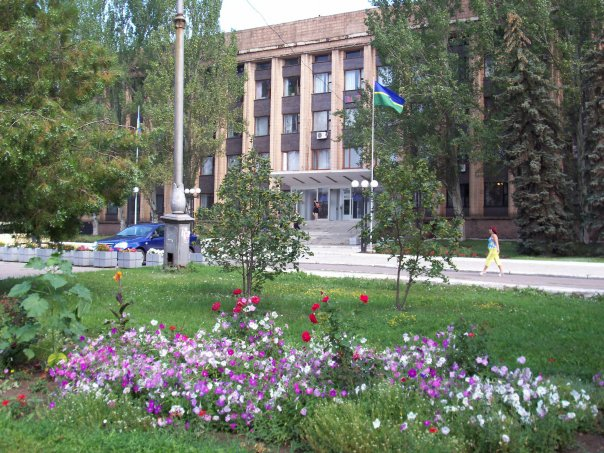
City Hall